# Óstracos de Arade
Os óstracos de Arade são óstracos encontrados no sítio arqueológico de Arade no norte de Negueve em Israel. Durante as escavações do tel por Yohanan Aharoni em 1962-1967, 1974 e 1976, 131 óstracos foram encontrados em hebraico datando do século X a.C. ao VI; 85 em aramaico datando do século V a.C. ao IV; dois em grego datando do século I a.C. ao século II e cinco em árabe datando dos séculos VII ao IX. A maioria desses óstracos é muito fragmentada e seu significado é difícil de estabelecer.